# Yannick Leliendal
Yannick Leliendal (Amsterdam, 23 april 2002) is een Nederlands voetballer van Surinaamse afkomst die doorgaans speelt als vleugelverdediger.

## Clubcarrière
Leliendal werd in Nederland geboren, maar groeide op in België waar hij in 2014 de overstap maakte van KSK Tongeren naar de jeugdopleiding van KRC Genk waarmee hij onder andere in de UEFA Youth League uitkwam. In juli 2021 was Leliendal op proef bij het naar de Eerste divisie gedegradeerde VVV-Venlo. Hij kon in de proefperiode voldoende overtuigen en tekende op 16 juli 2021 transfervrij een tweejarig contract met een optie voor een extra seizoen bij de Venlonaren. Leliendal maakte daar op 8 augustus van dat jaar in de eerste competitiewedstrijd tegen NAC Breda (2–2) zijn profdebuut. Hij stond die dag in de basis. Leliendal maakte op 26 oktober 2021 zijn eerste doelpunt voor VVV. Hij maakte die dag de 0–1 in een uitwedstrijd in de KNVB beker, eveneens tegen NAC (1–1). Daarna gaf trainer Jos Luhukay de voorkeur aan Simon Janssen als linksback en eind januari 2022 werd hij door VVV voor de rest van het seizoen verhuurd aan TOP Oss dat een vervanger zocht voor de tussentijds naar SC Cambuur vertrokken Sekou Sylla. Na afloop van die huurperiode keerde Leliendal niet terug naar Venlo, maar tekende hij in de zomer van 2022 een eenjarig contract met een optie voor nog een extra seizoen bij FC Utrecht waar hij werd toegevoegd aan de selectie van Jong FC Utrecht. Op 6 oktober 2023 maakte de linksback zijn competitiedebuut in het eerste elftal. Tijdens een met 1-0 verloren uitwedstrijd bij FC Volendam kwam hij na de rust in het veld voor Othman Boussaid. In totaal speelde Leliendal negen duels in de hoofdmacht, totdat hij in januari 2024 door trainer Ron Jans om disciplinaire redenen buiten de selectie werd gezet. De club haalde vervolgens met Tim Handwerker een vervanger op zijn plek.
In de zomer van 2024 tekende de transfervrije linksback een contract voor een jaar bij FC Volendam met een optie voor nog een seizoen. Deze optie werd aan het einde van het seizoen gelicht. Leliendal speelde in de jaargang 2024/25 nagenoeg alles mee. Hij miste slechts een wedstrijd. Dit was in het begin van het seizoen als gevolg van een schorsing. Leliendal werd kampioen met FC Volendam en dwong daarmee promotie af naar de Eredivisie.

## Statistieken

#### Beloften
| 2022/23                                | Jong FC Utrecht | Eerste divisie  | 31 | 1 | 31 | 1 |
| 2023/24                                | Jong FC Utrecht | Eerste divisie  | 9  | 0 | 9  | 0 |
| Totaal beloften                        | Totaal beloften | Totaal beloften | 40 | 0 | 40 | 0 |
| Bijgewerkt tot en met 21 december 2024 |                 |                 |    |   |    |   |

#### Senioren
| Seizoen                               | Club            | Competitie      | Competitie | Competitie | Beker | Beker | Overig | Overig | Totaal | Totaal |
| Seizoen                               | Club            | Competitie      | Wed.       | Dlp.       | Wed.  | Dlp.  | Wed.   | Dlp.   | Wed.   | Dlp.   |
| ------------------------------------- | --------------- | --------------- | ---------- | ---------- | ----- | ----- | ------ | ------ | ------ | ------ |
| 2021/22                               | VVV-Venlo       | Eerste divisie  | 7          | 0          | 1     | 1     | –      | –      | 8      | 1      |
| 2021/22                               | → TOP Oss       | Eerste divisie  | 14         | 0          | 0     | 0     | –      | –      | 14     | 0      |
| 2022/23                               | FC Utrecht      | Eredivisie      | 0          | 0          | 0     | 0     | 0      | 0      | 0      | 0      |
| 2023/24                               | FC Utrecht      | Eredivisie      | 8          | 0          | 1     | 0     | 0      | 0      | 9      | 0      |
| 2024/25                               | FC Volendam     | Eerste divisie  | 37         | 1          | 2     | 0     | –      | –      | 39     | 1      |
| 2025/26                               | FC Volendam     | Eredivisie      | 1          | 0          | 0     | 0     | –      | –      | 1      | 0      |
| Totaal senioren                       | Totaal senioren | Totaal senioren | 67         | 1          | 4     | 1     | 0      | 0      | 71     | 2      |
| Carrièretotaal                        | Carrièretotaal  | Carrièretotaal  | 107        | 2          | 4     | 1     | 0      | 0      | 111    | 3      |
| Bijgewerkt tot en met 9 augustus 2025 |                 |                 |            |            |       |       |        |        |        |        |

## Interlandcarrière
Leliendal kwam uit voor zowel Belgische als Nederlandse nationale jeugdelftallen. Hij maakte deel uit van de selectie van het Nederlands voetbalelftal onder 17 tijdens het WK onder 17 in 2019 in Brazilië en kwam een minuut voor tijd in de ploeg in de gewonnen kwartfinale tegen Paraguay.